# Annette Volk
Annette Volk (* 3. Oktober 1974 in Miltenberg) ist eine deutsche Juristin.
Annette Volk studierte Jura und schloss das Studium mit dem zweiten juristischen Staatsexamen 2001 ab. Sie arbeitete vier Jahre lang als Rechtsanwältin und wurde anschließend Beamtin des höheren Dienstes im Staatsministerium für Arbeit und Soziales, Familie und Integration des Freistaats Bayern. Sie promovierte 2006, wurde ein Jahr später Richterin und war an verschiedenen Arbeitsgerichten tätig; bis 2015 war sie am Landesarbeitsgericht Nürnberg eingesetzt. Volk ist seit dem 1. Mai 2015 Richterin am Bundesarbeitsgericht.